# Artéméther-luméfantrine
L’artéméther-luméfantrine  est un médicament de la famille des plurithérapies appelée Artemisinin-based combination therapy (ACT) utilisé comme thérapie et prévention tertiaire dans les cas de paludisme simple. Il est composé par l'association de deux molécules : l'artéméther et la luméfantrine.
Le premier laboratoire pharmaceutique à l'avoir commercialisé est Novartis sous la marque de Coartem dans les pays en voie de développement et de Riamet ailleurs. Recommandé par l'OMS pour son efficacité sur les souches du parasite Plasmodium falciparum, il est conseillé pour les zones endémiques de type « C ».

## Action
La faible parasitémie résistante au dérivé de l'artémisinine est éliminée par la luméfantrine d'action plus durable.
Dans les schémas thérapeutiques avec une prescription d'une ACT pendant trois jours, le composé d'artémisinine n'est présent dans l'organisme que durant deux cycles asexués du protozoaire (chaque cycle durant deux jours, sauf pour les infestations à Plasmodium malariae, pour lesquelles le cycle dure trois jours). Cette exposition à trois jours de traitement par l'artémisinine réduit le nombre de plasmodies (nom donné aux protozoaires de Plasmodium) présentes dans l'organisme d'un facteur approximativement égal à cent millions. Toutefois, l'élimination complète des plasmodies repose sur l'efficacité de la luméfantrine associée, qui doit persister à des concentrations parasiticides suffisantes jusqu'à ce que tous les hématozoaires infestant aient été tués. Ainsi, ceux-ci doivent être éliminés relativement lentement. Le résultat est que l'artéméther est « protégé » de la résistance par le médicament qui l'accompagne, pour autant que ce dernier soit efficace, et ce médicament d'accompagnement est lui-même partiellement protégé par l'artéméther. Les schémas thérapeutiques d'une ACT d'un ou deux jours ne sont pas recommandés pour la lutte contre Plasmodium malariae ; ils sont moins efficaces et confèrent une protection moindre à la luméfantrine s'éliminant lentement.

## Indication
En 1re intention : prophylaxie et thérapie du paludisme sans complication due à des souches de Plasmodium résistantes aux amino-4-quinoléines chez les patients capables d'ingérer (pas de vomissements répétés, possibilité de manger/boire/téter, pas de convulsions récurrentes, absence de coma).

## Forme et posologie
La forme est un comprimé jaune rond et plat, aux bord chanfreinés et muni d'une barre de cassure sur une face. "N/C" est gravé sur une face et "CG" sur l'autre.
La posologie varie selon l'âge, le poids ainsi que du type de traitement (préventif ou curatif).
Il est conseillé de continuer à s'alimenter pour faciliter l'absorption de la luméfantrine. Lors de la prise, il est recommandé de consommer une boisson forte en lipides (par exemple du lait).
Pour un sujet dont le poids est égal ou supérieur à 35 kg, une première prise de 4 comprimés immédiatement après le diagnostic, une seconde à + 8h, puis 4 comprimés deux fois par jour pendant les deux jours suivants. Chez un patient dont le poids se situe entre 5  et   35 kg, un ajustement posologique en fonction du poids est nécessaire.
L'action curative est rapide et la tolérance meilleure que pour les autres traitements antipaludéens[réf. nécessaire].

## Effets latéraux indésirables et contre-indications
Les effets indésirables les plus fréquents sont : sommeil perturbé (difficulté à s'endormir ou à rester endormi), sentiment de fatigue, perte d'appétit, vertiges, vomissements, frissonnements. Certains effets sont à prendre avec sérieux, tels : tachycardie, évanouissement, choc anaphylactique, difficulté de respirer d'avaler ou de parler.
L'association artéméther-luméfantrine est contre-indiquée pour soigner les formes sévères du paludisme. La luméfantrine est aussi contre-indiquée aux personnes atteintes du syndrome du QT long chez qui elle peut causer des troubles du rythme cardiaque ainsi qu'en cas de prise d'un autre médicament contenant une molécule inhibitrice du cytochrome CYP2D6 comme les antidépresseurs tricycliques.
En revanche, le pamplemousse ou le nono ne sont pas des inhibiteurs de la biodisponibilité de la luméfantrine.
Notons également la diarrhée dans certains cas.

## Autres associations
D'autres combinaisons moléculaires antipaludique de la famille des ACT existent tels l'artésunate-amodiaquine commercialisée sous le nom d’Asaq ou la dihydroartémésinine-pipéraquine développée souvent par des laboratoires chinois et commercialisée sous les noms de Eurartesin, Duo-Cotecxin, Artequick ou Artekin.

## Brevet
Le dépôt d'un brevet pour tout médicament contenant de l'artémisinine ou un de ses dérivés semi-synthétique comme l'artéméther, l'artésunate, l'artéether ou de leur métabolite commun la dihydroartémésinine étant interdit par l'OMS depuis 2000, ceux-ci sont tous des génériques.